# Chihuahua (stato)
Chihuahua (pron. /ʧiˈwawa/) è uno dei 31 stati che compongono la Repubblica federale del Messico. Si trova nel nord del paese e si estende su una superficie di 247.938 km², il che lo rende lo stato più grande del paese. La sua superficie è un po' più estesa di quella del Regno Unito. Confina a nord con gli stati del Nuovo Messico e del Texas (Stati Uniti d'America), ad ovest con gli stati messicani di Sonora e Sinaloa, a sud con lo stato di Durango e ad est con quello di Coahuila. Lo stato di Chihuahua è diviso in 67 comuni. Il suo capoluogo ha lo stesso nome, Chihuahua, e la sua città più grande è Ciudad Juárez, che si trova sul confine, di fronte a El Paso, Texas.

## Geografia fisica

### Orografia
Lo stato di Chihuahua è composto da tre macroregioni chiamate montagne (o sierra), pianura (o plateau) e deserto, che si susseguono andando in direzione ovest-est. Ciò rende il clima ed il paesaggio geografico estremamente ricchi di contrasti ed attribuisce a questo territorio le immagini che più conosciamo: grandi deserti, montagne, canyon e foreste.

### Montagne
La "Sierra de Chihuahua" consiste nella parte più settentrionale della Sierra Madre Occidentale, che in questa zona raggiunge il suo culmine al Cerro Mohinora, alto circa 3.300 metri. Comprende un terzo della superficie dello stato ed è una catena montuosa molto impervia e ricca di canyon, a volte anche più grandi del Grand Canyon dell'Arizona. La Sierra è coperta da dense foreste di conifere, ad eccezione dei fondi dei canyon, che a causa della bassa quota hanno un clima tropicale con crescita di vegetazione durante la stagione estiva e clima caldo anche durante l'inverno. Le temperature sul fondo dei canyon possono raggiungere i 40 °C in estate e raramente scendono al di sotto di 0 °C in inverno, mentre in alto il clima è temperato, con temperature massime che raramente superano i 30 °C in estate e in autunno e che invece possono raggiungere i -20 °C in inverno. La media annuale delle precipitazioni di questa zona varia tra i 750 ed i 900 mm annui, principalmente raggruppati nei mesi da maggio a settembre. Nei mesi da novembre a marzo di solito si registrano nevicate che variano di intensità a seconda dell'altitudine. La zona è ricca di minerali e di attività estrattive. È abitata da popolazioni indigene, il che rappresenta una delle sue attrazioni turistiche principali grazie ai prodotti dell'artigianato ed al folclore. Nella Sierra, le principali attrazioni turistiche paesaggistiche sono il Copper Canyon e la cascata Basaseachi.

### Pianura
La zona di transizione tra montagne e deserto è rappresentata da un altopiano, che è l'estensione settentrionale dell'Altopiano Centrale del Messico. Si tratta di una steppa dove la vegetazione dipende dalle piogge stagionali. Durante la stagione piovosa crescono pascoli, foraggi e piccoli arbusti, che vengono consumati durante il periodo di siccità. Le precipitazioni sono scarse, in media cadono 400 mm di pioggia all'anno, raggruppati nei mesi estivi (luglio, agosto e settembre). Le temperature estreme possono raggiungere i 40 °C in estate ed anche -15 °C in inverno. La neve è frequente nei mesi da novembre a marzo. In questo territorio è diffusa l'agricoltura, il cui sviluppo comunque soffre della carenza d'acqua, nonostante la presenza di acqua sotterranea. Il terreno è prevalentemente pianeggiante, se pur attraversato da alcune modeste catene montuose. La zona dell'altopiano è quella maggiormente popolata e nella quale sono presenti le principali attività dello Stato e le maggiori città.

### Deserto

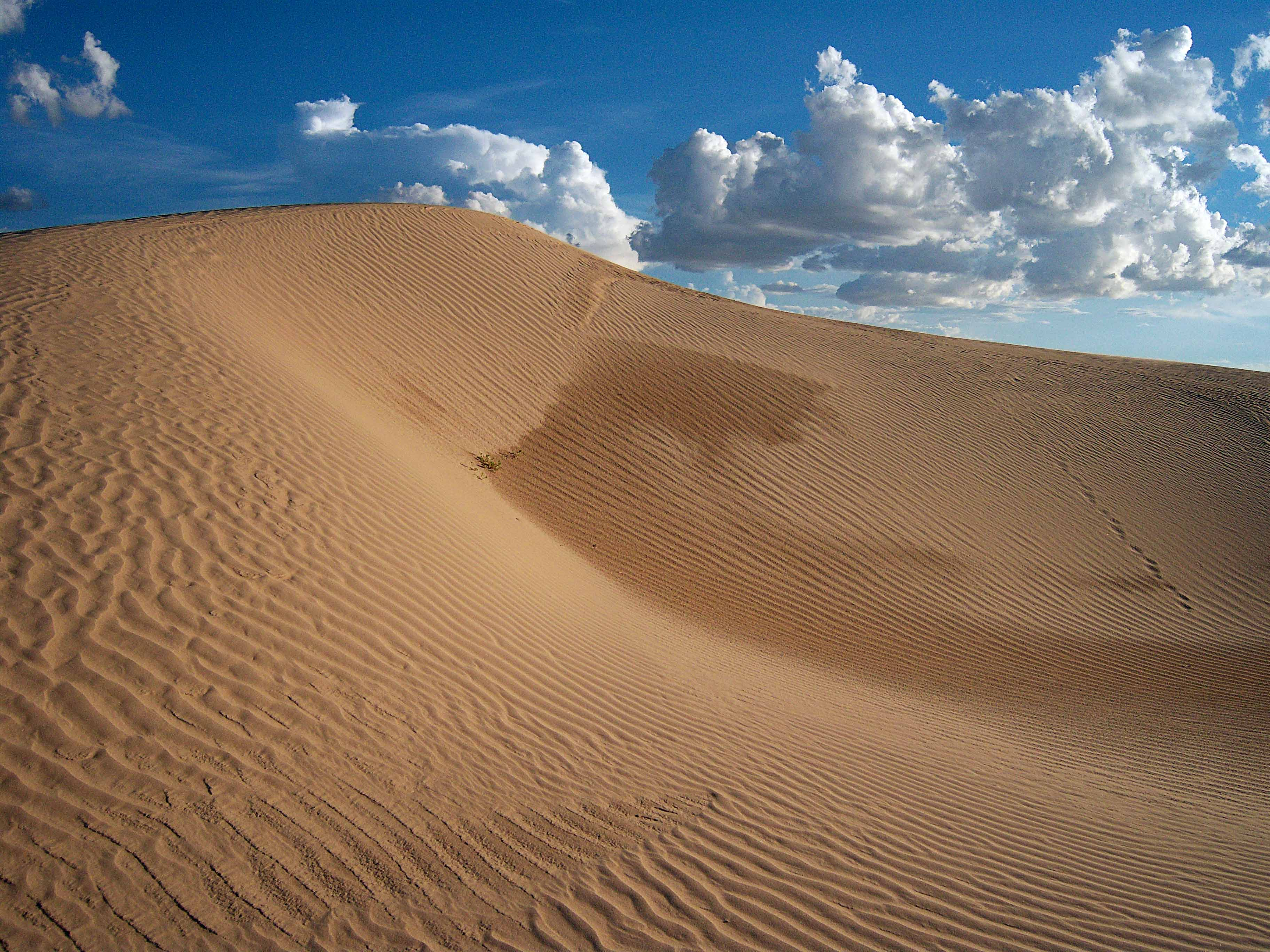
Dune di Samalayuca, poche miglia a sud di Ciudad Juárez

Un terzo del territorio dello stato di Chihuahua è occupato da superficie desertica. Il deserto occupa la parte settentrionale dell'altopiano messicano, ed in particolare fa parte del grande bacino endoreico del Bolsón del Mapimí, che si estende ai vicini stato di Coahuila e Durango. In questo bacino i fiumi non hanno foce e la loro portata idrica si consuma per evaporazione. Il territorio è prevalentemente pianeggiante, con basse colline che attraversano l'area da nord a sud. Il clima di questa zona è molto secco, le precipitazioni superano raramente i 250 millimetri per anno, le temperature possono superare í 40 °C durante l'estate ed in inverno fa freddo, anche se non così intensamente come nella zona montuosa. Anche in questa regione si verifica caduta di neve, sia pur di rado. A Los Lamentos in gennaio 1962 si è registrata la temperatura più bassa mai registrata in Messico, di -29,0°. A sud di Ciudad Juárez sono situate le dune di Samalayuca, una delle principali attrattive di questa zona. Samalayuca è zona desertica formata da un mare di sabbia e dune che dà l'immagine di onde stazionarie di color seppia. Questo mare di sabbia si estende per oltre 150 chilometri quadrati.

### Idrografia

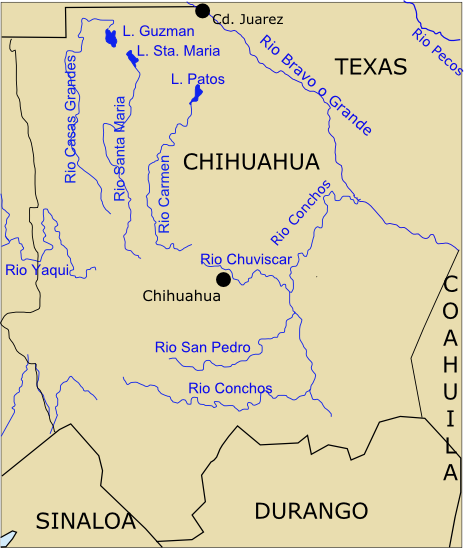
Fiumi originari del Chihuahua prima delle opere di irrigazione

Lo stato di Chihuahua è situato nel centro del continente americano, circondato da grandi catene montuose che sono lontane dalla costa e dalle zone umide, per cui il clima è prevalentemente secco con scarse precipitazioni, il che influenza notevolmente l'idrografia. Chihuahua è attraversato dallo spartiacque del continente americano, quindi sul suo territorio ci sono fiumi che si versano nel golfo del Messico ed altri invece rivolti all'oceano Pacifico. C'è anche una terza situazione, nel nord del Paese, costituita da un bacino desertico endoreico chiuso.

### Flora e Fauna
La fauna del Chihuahua è classificata del tipo "neo-artico" ed è praticamente la stessa che è presente nel resto dell'America del Nord. Di conseguenza in questo Stato nel nord del Messico si possono trovare animali come l'orso nero americano, il coyote, l'aquila calva, il cervo della Virginia, il bisonte americano, il muflone canadese e l'antilocapra americana, tra gli altri. Il lupo messicano è quasi scomparso nello Stato di Chihuahua nel corso del ventesimo secolo, ma gruppi di protezione faunistica sono stati in grado di far riprodurre la residua fauna locale e reintrodurre il lupo al suo habitat naturale, in accordo con gli allevatori. Il puma, o leone di montagna, è solito frequentare le foreste di pini e querce.
Negli alti boschi della Sierra Madre Occidentale cresce una rara specie di abete, chiamata Abies durangensis, diffusa nelle zone di confine con Sinaloa e Durango e una ancor più rara specie di peccio, Picea chihuahuana.
In Messico è stato realizzato, in varie epoche storiche, un enorme massacro di bisonti, fino ad arrivare alla loro completa estinzione nel paese. Nel 2002 il governo degli Stati Uniti ha fatto dono di alcuni elementi giovanili al governo messicano allo scopo di reintrodurli fra la fauna selvatica nelle riserve naturali di Santa Helena e Canyon del Carmen, che si trovano sulla sponda meridionale del Rio Bravo, e nelle praterie confinanti col Nuovo Messico nel municipio di Janos. Nel novembre 2009 il bisonte americano è stato dichiarato ufficialmente reintrodotto nelle pianure del nord del Messico, sperando in una rapida ripresa della specie, che nei secoli precedenti ha utilizzato i pascoli all'interno della "Riserva della biosfera El Uno". La creazione di recinti per delimitare i confini internazionali o le piccole proprietà ha rallentato le migrazioni naturali interregionali di questa specie animale. Inoltre, questo Stato è rinomato perché proprio qui è nata la razza dei cani Chihuahua.

## Storia

### Preistoria

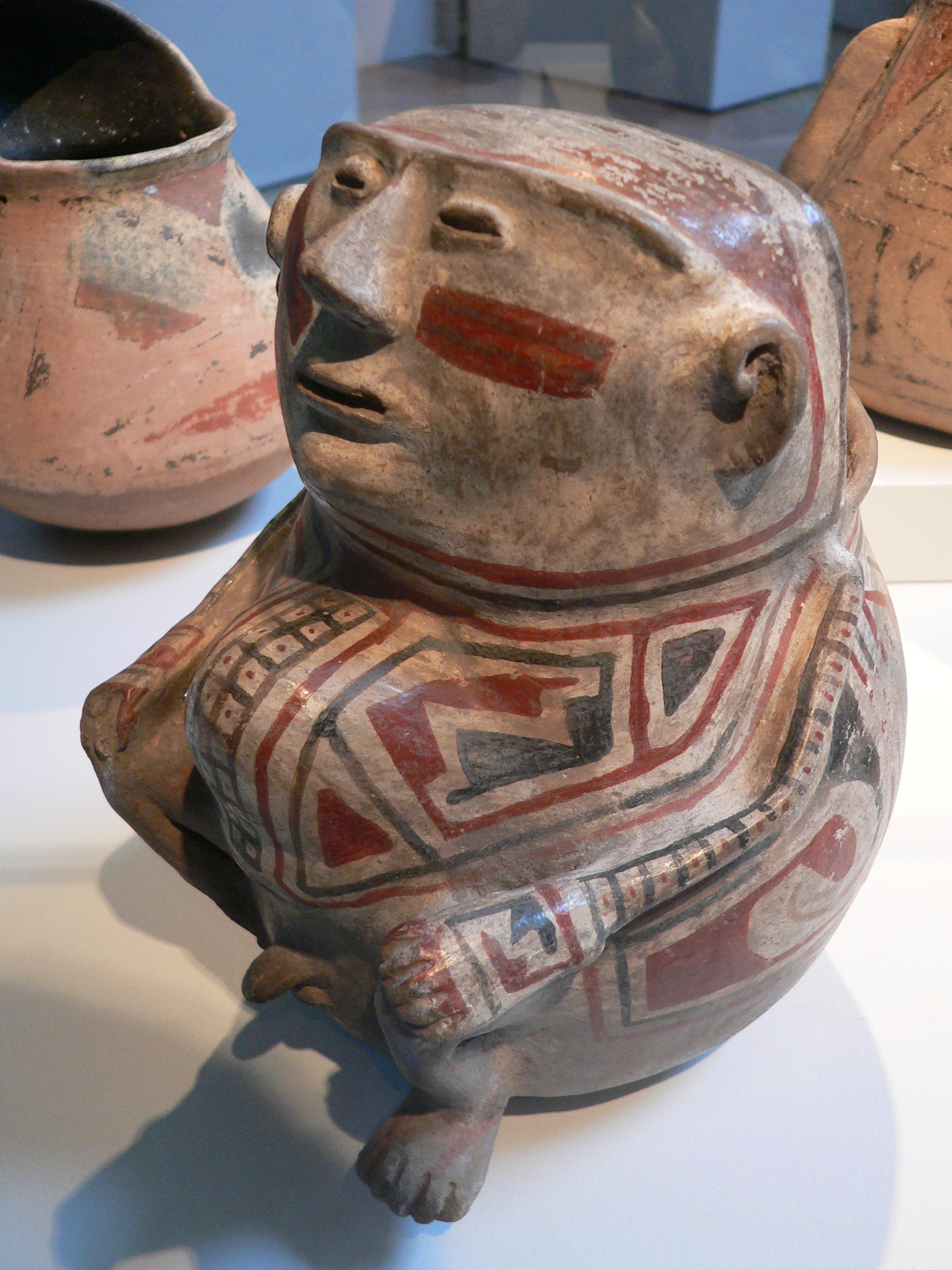
Cultura Paquimé, manufatto trovato a Casas Grandes

Le prime testimonianze della cultura nello Stato sono i siti di Samalayuca e Rancho Colorado, nella parte nord-occidentale dello Stato, dove sono state trovate punte di freccia con caratteristiche peculiari che permettono di datarle al periodo Paleoindiano (circa fra 12000 e 7000 a.C.). Ci sono prove che gli abitanti di questa parte d'America abbiano vissuto solo come cacciatori-raccoglitori fino almeno al 2000 a.C. A questa data avrebbe avuto inizio la coltivazione del mais. Poco dopo il 2000 a.C. sono identificate coltivazioni di zucca. Tra i primi siti con coltivazioni irrigue in terrazzamenti si trova il Cerro Juanaqueña nel nord di Chihuahua (all'incirca tra il 1300 e il 1100 a.C.).

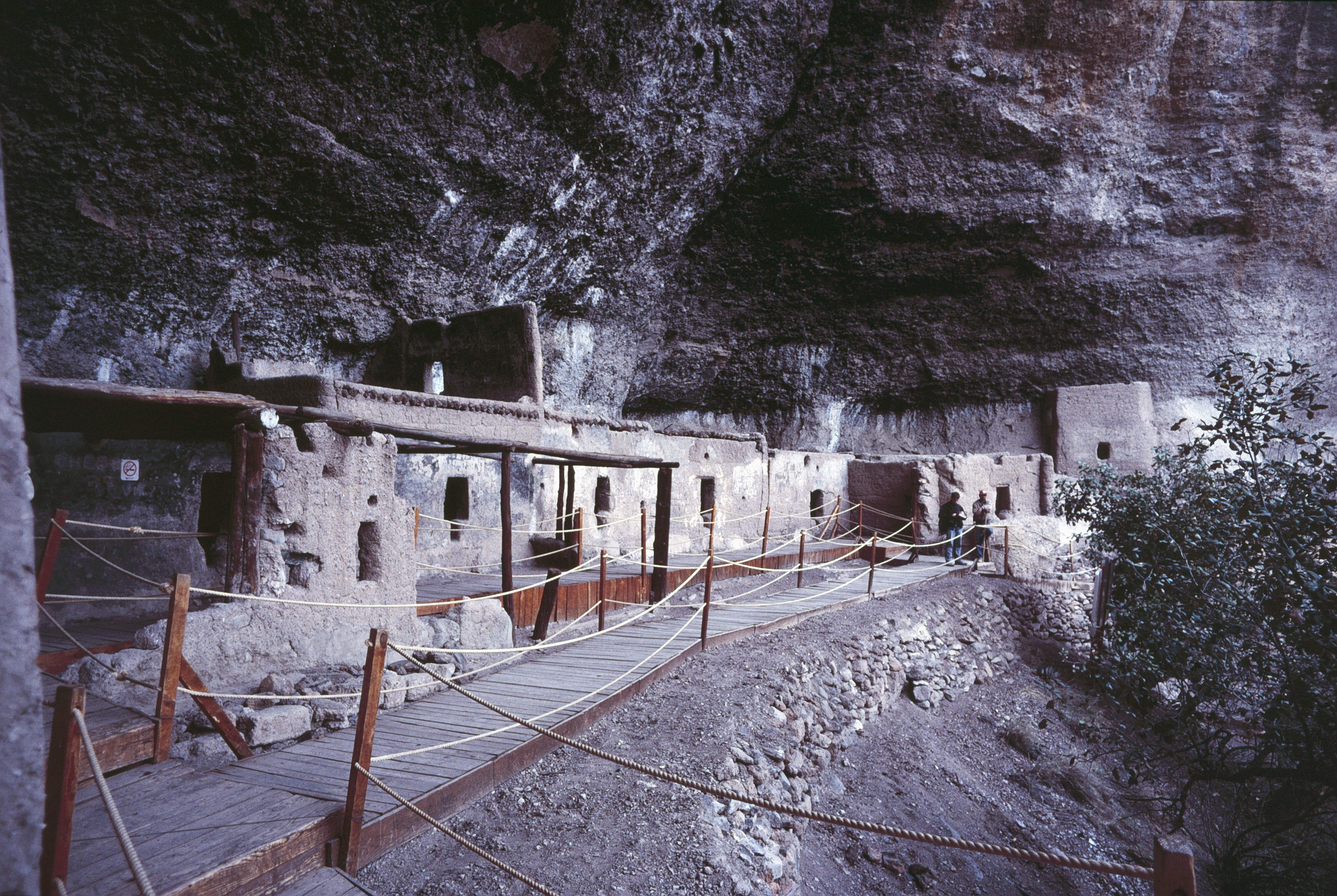
Resti di case a Casas Grandes datate tra il 1205-1260 d.C. che appartengono alla cultura Paquimé

### La cultura Paquimè di Casas Grandes
Tra il 300 ed il 1.300 d.C., nella parte settentrionale dello Stato lungo la larga, fertile valle del fiume San Miguel di Casas Grandes, si era sviluppata una cultura avanzata. La civiltà di Casas Grandes fa parte delle grandi culture precolombiane e si pone in relazione con le civiltà Anasazi e Mogollon, sviluppatesi più a nord. Paquimé era il centro della civiltà Casas Grandes. Vi è ampia evidenza archeologica di commercio, agricoltura, caccia, in particolare nel sito archeologico di Cuarenta Casas.

### Contatto con gli spagnoli
È molto significativo che la maggior parte delle spedizioni dirette nel Nuovo Messico lo abbiano raggiunto più spesso dalla parte di Sonora che di Durango e Chihuahua. È possibile che le asperità del territorio e l'ostilità dei primi occupanti della regione siano stati il motivo. Il fatto è che le etnie della zona erano difficili da contattare e molto disperse nel territorio. A sud dell'attuale Chihuahua si trovavano i tepehuanes. Nella regione di Santa Barbara e a nord nella valle del Rio Conchos erano dislocati i Conchos e gli Jumanos, che furono i primi coi quali fu stabilito un contatto. Quasi tutti questi gruppi (e altri che non posson essere distinti con un nome chiaro, perché in tempi diversi i gruppi sono stati nominati in modi diversi da vari esploratori), erano quelli che gli spagnoli chiamavano popoli delle rancherias, poiché erano distribuiti su una superficie molto ampia senza case contigue, ma separate da grandi distanze (diversi chilometri in alcuni casi). Questo è ancora il caso dei Tarahumara.

### Esplorazioni spagnole
È generalmente accettato che il primo europeo a raggiungere la zona di Chihuahua sia stato Álvar Núñez Cabeza de Vaca (nel 1528 e nel 1536), il quale fu abbandonato sulla costa della Louisiana e ridotto in schiavitù dai nativi della zona. In seguito fuggì verso est, attraversò il Rio Grande e si inoltrò nel deserto a est di Chihuahua. Entrò in contatto con i Conchos ed i Tarahumara, che lo guidarono fino al Golfo di California. Nello stesso periodo la spedizione di Nuño Beltrán de Guzmán pose le basi per la colonizzazione del Sud, conquistando gli attuali territori di Michoacán, Sinaloa, Jalisco e Zacatecas. In un primo momento la colonizzazione si diresse verso Città del Messico. Tuttavia nel 1549 fu istituito il tribunale di Nueva Galicia a Guadalajara, il cui nome cambiato in Tribunale di Guadalajara nel 1560. Da lì gli spagnoli posero le basi per conquistare il nord del Messico.

### Stato Interno del nord

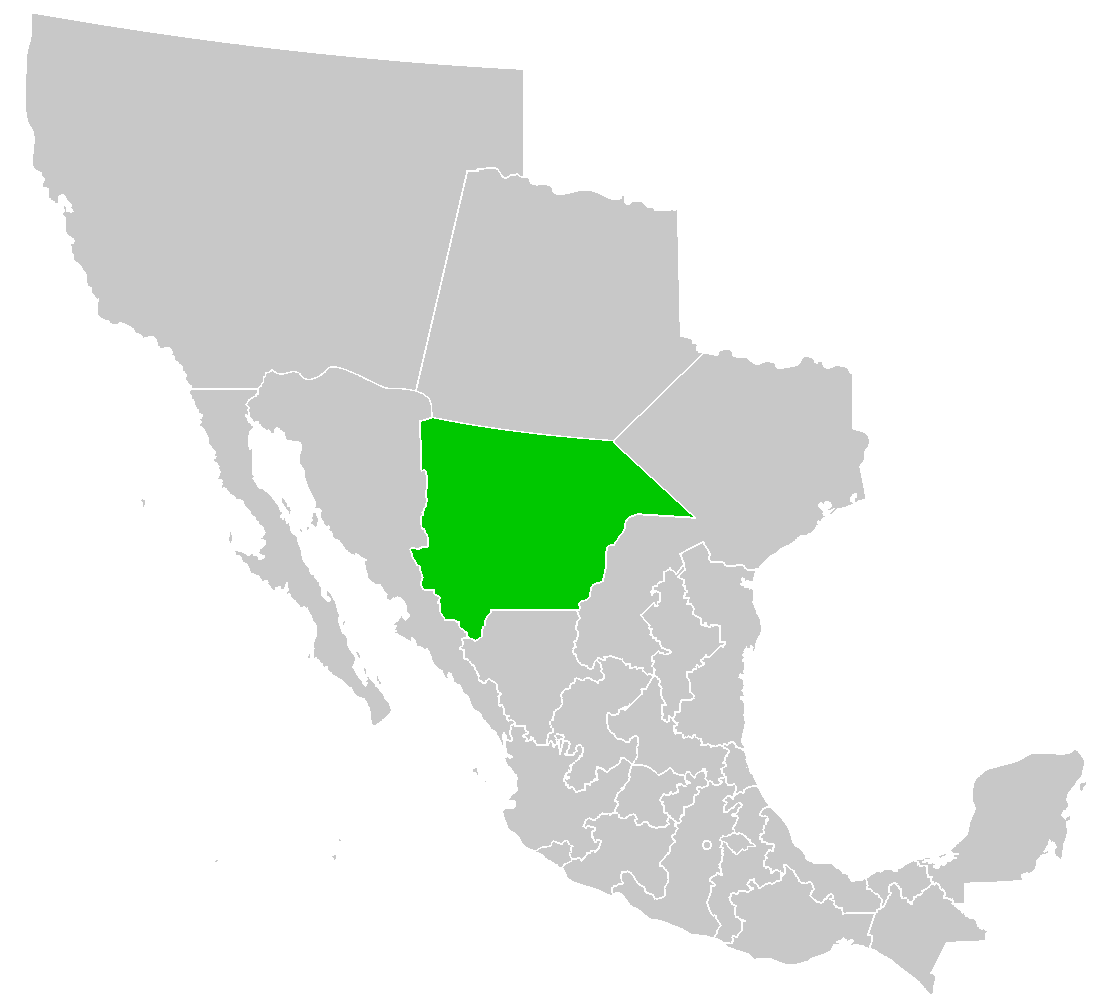
Chihuahua in Messico nel 1824

Poco dopo l'indipendenza i federalisti si sollevarono contro Iturbide. Chihuahua aderì con entusiasmo alla lotta, dopo una rivolta di non grande importanza scoppiata nel Janos. In Durango furono inizialmente prese misure contro il movimento, ma il 5 marzo 1823 le truppe si schierarono a favore di esso, e così la maggior parte del popolo. Il Comandante generale Cordero rassegnò le dimissioni, così come fece il generale di brigata I. del Corral governatore civile e militare di Durango. La deputazione provinciale li sostituì con Juan Navarro come sindaco e Gaspar de Ochoa, colonnello della guarnigione, come Comandante al posto di Cordero.

## Società

### Evoluzione demografica
Abitanti censiti (in migliaia)

### Suddivisione amministrativa
Lo stato di Chihuahua è suddiviso in 67 comuni (Municipalidades)
| Codice INEGI | Municipio                | Capoluogo municipale           | Data di creazione | Popolazione (2010) | Area (km²) |
| ------------ | ------------------------ | ------------------------------ | ----------------- | ------------------ | ---------- |
| 001          | Ahumada                  | Miguel Ahumada                 | 1894              | 11457              | 16918,88   |
| 002          | Aldama                   | Juan Aldama                    | 1825              | 22302              | 9232,76    |
| 003          | Allende                  | Valle de Ignacio Allende       | 1825              | 8409               | 2176,39    |
| 004          | Aquiles Serdán           | Santa Eulalia                  | 1844              | 10688              | 495,79     |
| 005          | Ascensión                | Ascensión                      | 1893              | 23975              | 12874,15   |
| 006          | Bachiniva                | Bachiniva                      | 1837              | 6011               | 935,34     |
| 007          | Balleza                  | Mariano Balleza                | 1825              | 17672              | 5376,10    |
| 008          | Batopilas                | Batopilas                      | 1825              | 14362              | 2137,93    |
| 009          | Bocoyna                  | Bocoyna                        | 1911              | 28766              | 2710,11    |
| 010          | Buenaventura             | San Buenaventura               | 1825              | 22378              | 7886,63    |
| 011          | Camargo                  | Santa Rosalía de Camargo       | 1825              | 48748              | 13731,60   |
| 012          | Carichí                  | Carichí                        | 1825              | 8795               | 2589,47    |
| 013          | Casas Grandes            | Casas Grandes                  | 1825              | 10587              | 3741,65    |
| 014          | Coronado                 | José Esteban Coronado          | 1860              | 2284               | 1884,56    |
| 015          | Coyame del Sotol         | Santiago de Coyame             | 1826              | 1681               | 11640,77   |
| 016          | La Cruz                  | La Cruz                        | 1868              | 3982               | 1056,45    |
| 017          | Cuauhtémoc               | Ciudad Cuauhtémoc              | 1927              | 154639             | 3614,07    |
| 018          | Cusihuiriachi            | Cusihuiriachi                  | 1825              | 5414               | 1608,37    |
| 019          | Chihuahua                | Chihuahua                      | 1825              | 819543             | 8384,37    |
| 020          | Chínipas                 | Chinipas de Almada             | 1825              | 8441               | 1982,34    |
| 021          | Delicias                 | Delicias                       | 1935              | 137935             | 534,93     |
| 022          | Dr. Belisario Domínguez  | San Lorenzo                    | 1825              | 2911               | 1034,34    |
| 023          | Galeana                  | Hermenegildo Galeana           | 1825              | 5892               | 1683,97    |
| 024          | Santa Isabel             | Santa Isabel                   | 1825              | 3937               | 672,65     |
| 025          | Gómez Farías             | Valentín Gómez Farias          | 1951              | 8624               | 854,00     |
| 026          | Gran Morelos             | San Nicolás de Carretas        | 1825              | 3209               | 483,21     |
| 027          | Guachochi                | Guachochi                      | 1825              | 49689              | 6962,03    |
| 028          | Guadalupe                | Guadalupe                      | 1859              | 6458               | 5988,23    |
| 029          | Guadalupe y Calvo        | Guadalupe y Calvo              | 1826              | 53499              | 9629,05    |
| 030          | Guazapares               | Témoris                        | 1826              | 8998               | 1796,67    |
| 031          | Guerrero                 | Vicente Guerrero               | 1825              | 39626              | 5718,74    |
| 032          | Hidalgo del Parral       | Parral                         | 1825              | 107061             | 1920,92    |
| 033          | Huejotitán               | Huejotitán                     | 1847              | 1049               | 858,09     |
| 034          | Ignacio Zaragoza         | Ignacio Zaragoza               | 1941              | 6934               | 2862,73    |
| 035          | Janos                    | Janos                          | 1825              | 10953              | 7426,36    |
| 036          | Jiménez                  | José Mariano Jiménez           | 1825              | 41265              | 10775,17   |
| 037          | Juarez                   | Ciudad Juárez                  | 1825              | 1332131            | 3561,14    |
| 038          | Julimes                  | Julimes                        | 1887              | 4953               | 4123,68    |
| 039          | Lopez                    | Octaviano López                | 1857              | 4025               | 1312,90    |
| 040          | Madera                   | Cd. Madera                     | 1911              | 29611              | 8763,04    |
| 041          | Maguarichi               | Maguarichi                     |                   |                    |            |
| 042          | Manuel Benavides         | Manuel Benavides               |                   |                    |            |
| 043          | Matachí                  | Matachí                        |                   |                    |            |
| 044          | Matamoros                | Mariano Matamoros              | 1874              | 4499               | 1179,19    |
| 045          | Meoqui                   | Pedro Meoqui                   | 1826              | 43833              | 429,12     |
| 046          | Morelos                  | Morelos                        | 1826              | 8343               | 2173,77    |
| 047          | Moris                    | Moris                          |                   |                    |            |
| 048          | Namiquipa                | Namiquipa                      | 1884              | 22880              | 4880,84    |
| 049          | Nonoava                  | Nonoava                        | 1825              | 2849               | 2004,83    |
| 050          | Nuevo Casas Grandes      | Nuevo Casas Grandes            | 1923              | 59337              | 2647,43    |
| 051          | Ocampo                   | Melchor Ocampo                 |                   |                    |            |
| 052          | Ojinaga                  | Manuel Ojinaga                 |                   |                    |            |
| 053          | Praxedis G. Guerrero     | Praxedis G. Guerrero           |                   |                    |            |
| 054          | Riva Palacio             | San Andrés                     |                   |                    |            |
| 055          | Rosales                  | Santa Cruz de Rosales          |                   |                    |            |
| 056          | Rosario                  | Valle del Rosario              |                   |                    |            |
| 057          | San Francisco de Borja   | San Francisco de Borja         |                   |                    |            |
| 058          | San Francisco de Conchos | San Francisco de Conchos       | 1825              | 2983               | 877,18     |
| 059          | San Francisco del Oro    | San Francisco del Oro          | 1927              | 4753               | 479,46     |
| 060          | Santa Bárbara            | Santa Bárbara                  | 1825              | 10427              | 347,89     |
| 061          | Satevó                   | San Francisco Javier de Satevo | 1825              | 3662               | 3565,39    |
| 062          | Saucillo                 | Saucillo                       | 1896              | 32325              | 3044,81    |
| 063          | Temósachi                | Temósachic                     | 1825              | 6211               | 4273,83    |
| 064          | El Tule                  | El Tule                        | 1859              | 1869               | 469,68     |
| 065          | Urique                   | Urique                         | 1860              | 20386              | 3326,47    |
| 066          | Uruachi                  | Uruachi                        | 1826              | 8200               | 2656,96    |
| 067          | Valle de Zaragoza        | Valle de Zaragoza              | 1847              | 5105               | 2954,26    |